# アガーテ・ファン・ベーフェルウェイク
アガーテ・ファン・ベーフェルウェイク（Agathe Louise van Beverwijk、1907年9月18日 – 1963年7月10日）は、オランダの菌類学者である。微生物保存センター（Centraalbureau voor Schimmelcultures:略称CBS）で働き。1958年から1963年までセンター長を務めた。

## 略歴
アムステルダムに生まれた。1925年から1930年の間、アムステルダム大学で生物学を学んだ。数年間中学校の生物学の教師をした後、オランダ・ガン研究所で組織培養の研究をするが、動物実験に反対し、その職を失った。一年ほど英語を学び、オンメン（Ommen）の国際クエーカー学校で生物学の教師となった。1944年に国際クエーカー学校が閉鎖された後、1944年に、バールンの微生物保存センターに入所し、ヨハンナ・ヴェシュタディークの指導の下で共同研究し、その後、1963年に没するまで、微生物保存センターで働き、1958年からは所長となった。Fusarium、Pythium、Phytophthoraなどの菌類の同定などの研究で多数の論文を執筆した。
イギリス菌学会（British Mycological Society）、アメリカ菌学会（ Mycological Society of America）の会員を務めた。
子嚢菌門の種、Vanbeverwijkia spirosporaやSpirosphaera beverwijkianaなどに献名された。